# Yarmak
Oleksandr Yarmak (ukr. Олекса́ндр Валенти́нович Ярма́к, rođ. 24. listopada 1991.) je ukrajinski hip-hop glazbenik. Yarmak performira na ruskom i ukrajinskom jeziku. Njegove pjesme su uglavnom o ljubavi, humoru i socijalnim pravima. Yarmak je isto bio u seriji Yak hartuvavsya Style.

## Karijera
Yarmak je studirao glazbu 12 godina, pogotovo Hip-hop i rap. U isto vrijeme je vježbao repanje na programu eJay.

## Diskografija
| Naziv Albuma                                      | Godina | Producentska kuća |
| ------------------------------------------------- | ------ | ----------------- |
| YaSIutuba (Ja sam s YouTubea)                     | 2012   | Yarmak Music      |
| Vtoroi albom (Drugi album)                        | 2013   | Yarmak Music      |
| Horod Svobody (Stolnyi hrad album, Slobodni grad) | 2014   | Stolnyi hrad      |
| Made in UA (Proizvedeno u Ukrajini)               | 2015   |                   |
| Restart                                           | 2017   |                   |

## Vanjske poveznice
- Službena stranica Yarmaka  Arhivirana inačica izvorne stranice od 18. rujna 2016. (Wayback Machine)